# Надгробия на еврейских могилах
Надгробия на еврейских могилах — плиты и памятники, устанавливаемые на могилах иудеев согласно их религиозной традиции, а также на захоронениях представителей еврейской национальности других конфессий. 
Наиболее известным типом является маццева.

## Характеристика
Обычай устанавливать надгробия на могилах известен с самого начала еврейской истории. Впервые он упоминается в Торе в рассказе о могиле Рахили: «И умерла Рахиль, и погребена на дороге в Ефрафу, то есть Вифлеем. Иаков поставил над гробом ее памятник. Это надгробный памятник Рахили до сего дня» (Быт. 35:19, 20).
Надгробие устанавливают на могиле по нескольким причинам:
- Для того, чтобы сохранилась память об умершем.
- Для обозначения места, к которому приходят молиться о душе умершего. Если умерший был праведником, то принято молиться возле его могилы о живых, полагая, что, благодаря заслугам похороненного там человека, молитва будет услышана.
- Для обозначения места ритуальной нечистоты. Надгробие служило предостерегающим знаком для людей, желавших сохранить ритуальную чистоту. В наше время это актуально только для коэнов, им запрещено приближаться к могилам.

В европейских странах принято ставить надгробные плиты вертикально, а в странах ислама и в современном Израиле их кладут на могилы горизонтально.

### Надписи
В прошлом надписи на надгробиях делали на иврите, с использованием еврейского квадратного письма. В последние века распространился обычай делать надписи на языке, понятном среди окружения усопшего.
Минимальная классическая надпись на могильной плите состоит из:
- Аббревиатуры פנ — начальные буквы слов פה נקבר или פה נטמן- «здесь похоронен»,
- Имени покойного и его родителей. У ашкеназских евреев принято писать имя отца, а у сефардских — имя матери.
- Даты смерти по еврейскому календарю.
- Аббревиатуры ת'נ'צ'ב'ה — תהא נשמתו צרורה בצרור החיים — «пусть его душа будет завязана в узел жизни». Источником этих слов является фраза, сказанная пророчицей Авигеей царю Давиду, — «Если восстанет человек преследовать тебя и искать души твоей, то душа господина моего будет завязана в узле жизни у Господа Бога твоего, а душу врагов твоих бросит Он как бы пращею» (1Цар. 25:29). В еврейской традиции эта фраза стала пожеланием душе покойного удостоиться вечной жизни.

В надпись могут быть также включены любые слова, характеризующие покойного, называющие его хорошие качества.

### Изображения
Еврейский религиозный закон запрещает вырезать на камне портрет человека и тем более делать памятник-скульптуру, но изображения орнаментов, символов, птиц и животных разрешены. На надгробиях коэнов обычно выгравированы руки с пальцами, соединенными особым образом, как во время произнесения благословения коэнов. На могилах левитов иногда изображается сосуд с водой для омовения рук. Изображения на старинных надгробиях обычно намекают на имя, род деятельности и праведные поступки усопшего. Встречаются памятники, на которых запечатлены настоящие шедевры литературного и художественного искусства. Несмотря на религиозный запрет, в Древнем Риме на еврейских надгробиях выполнялись изображения людей и даже языческих божеств.